# Aviernoz
Aviernoz é uma ex-comuna francesa na região administrativa da Alta Saboia, região de Auvérnia-Ródano-Alpes. Estendeu-se por uma área de 15,90 km². Em 2010 a comuna tinha 776 habitantes (densidade: 48,8 hab./km²).
Em 1 de janeiro de 2017 foi fundida com as comunas de Thorens-Glières, Évires, Les Ollières e Saint-Martin-Bellevue para a criação da nova comuna de Fillière.